# ديلا روفيري

شعار عائلة ديلا روفيري

ديلا روفيري (Della Rovere) عائلة إيطالية نبيلة أصلها من سافونا. رغم أن أفرادها كانوا في حالة متوسطة فإن أصول العائلة المتواضعة تعود إلى سلالة تورينية تحمل نفس الاسم و كانوا كونتات فينوفو ، اتخذوا اللون الأزرق مع سنديانة ذهبية شعاراً .
أول شخصية بارزة من العائلة كان فرانشيسكو (1414-1484) الذي أصبح البابا سنة 1471 باسم سيكستوس الرابع.
بفضل الامتيازات التي حصل عليها بانتخابه على الكرسي البابوي ، شغل أفراد الأسرة مناصب كنسية و مدنية هامة و كانوا كوندوتييري الكنيسة.
منذ عام 1508 استحوذ آل ديلا روفيري على دوقية أوربينو ، و مدينة بيزارو في سنة 1513 .
في 1625 تنازل فرانشيسكو ماريا الثاني بضغوط من البابا أوربانوس الثامن عن الدوقية لحاكم من الكنيسة. آلت ثروة آل ديلا روفيري إلى عائلة ميديشي ، إذ أن آخر أفرادها فيتوريا ديلا روفيري ذهبت زوجةً لفرديناندو الثاني دي ميديشي، في حين تم ذهبت مكتبتهم الغنية إلى مكتبة الفاتيكان.

## معرض صور

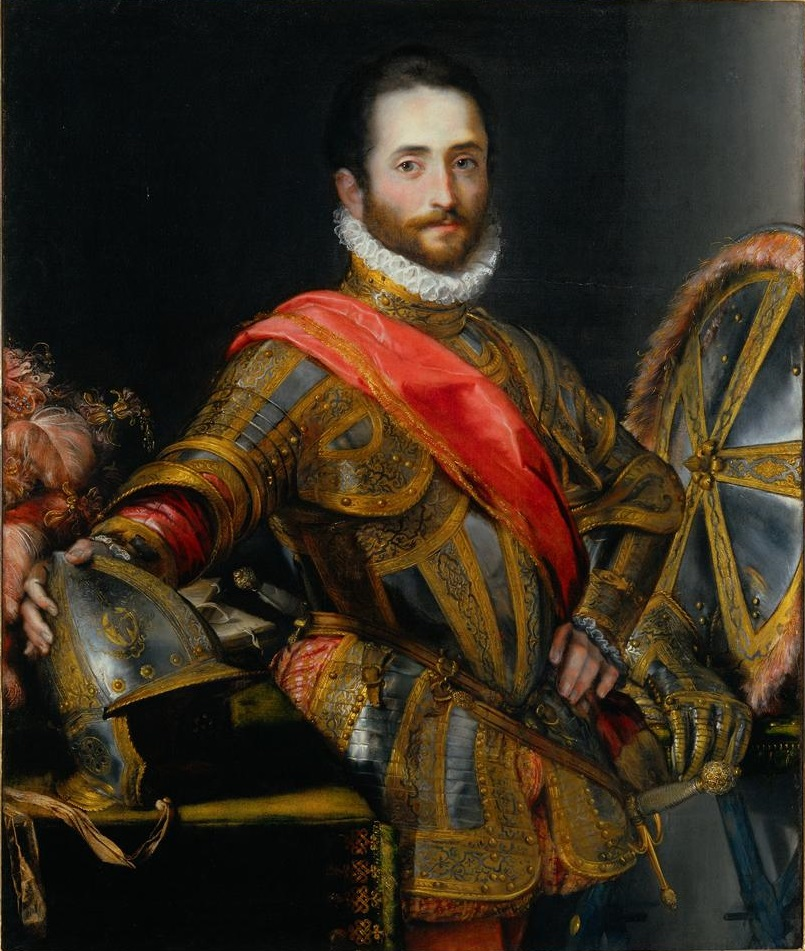
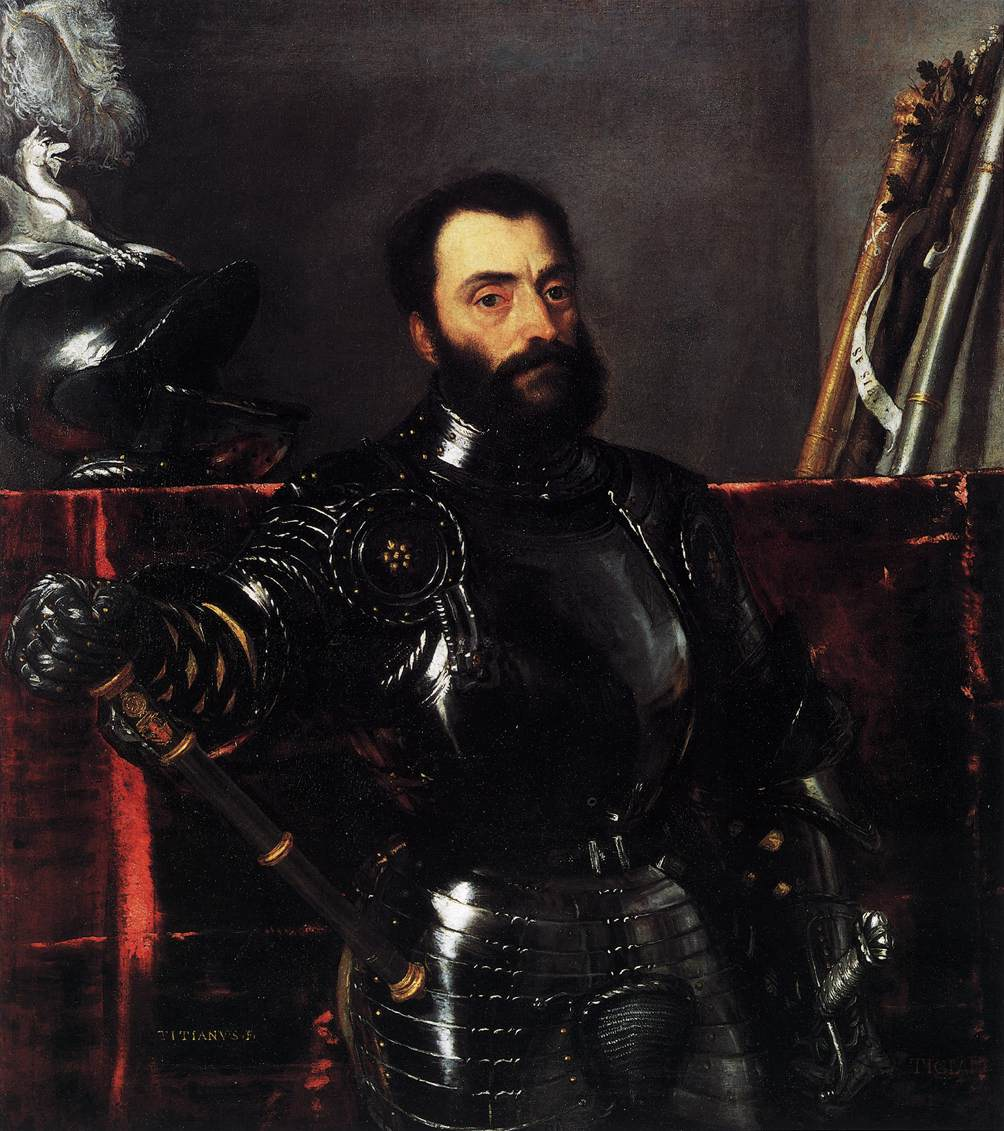
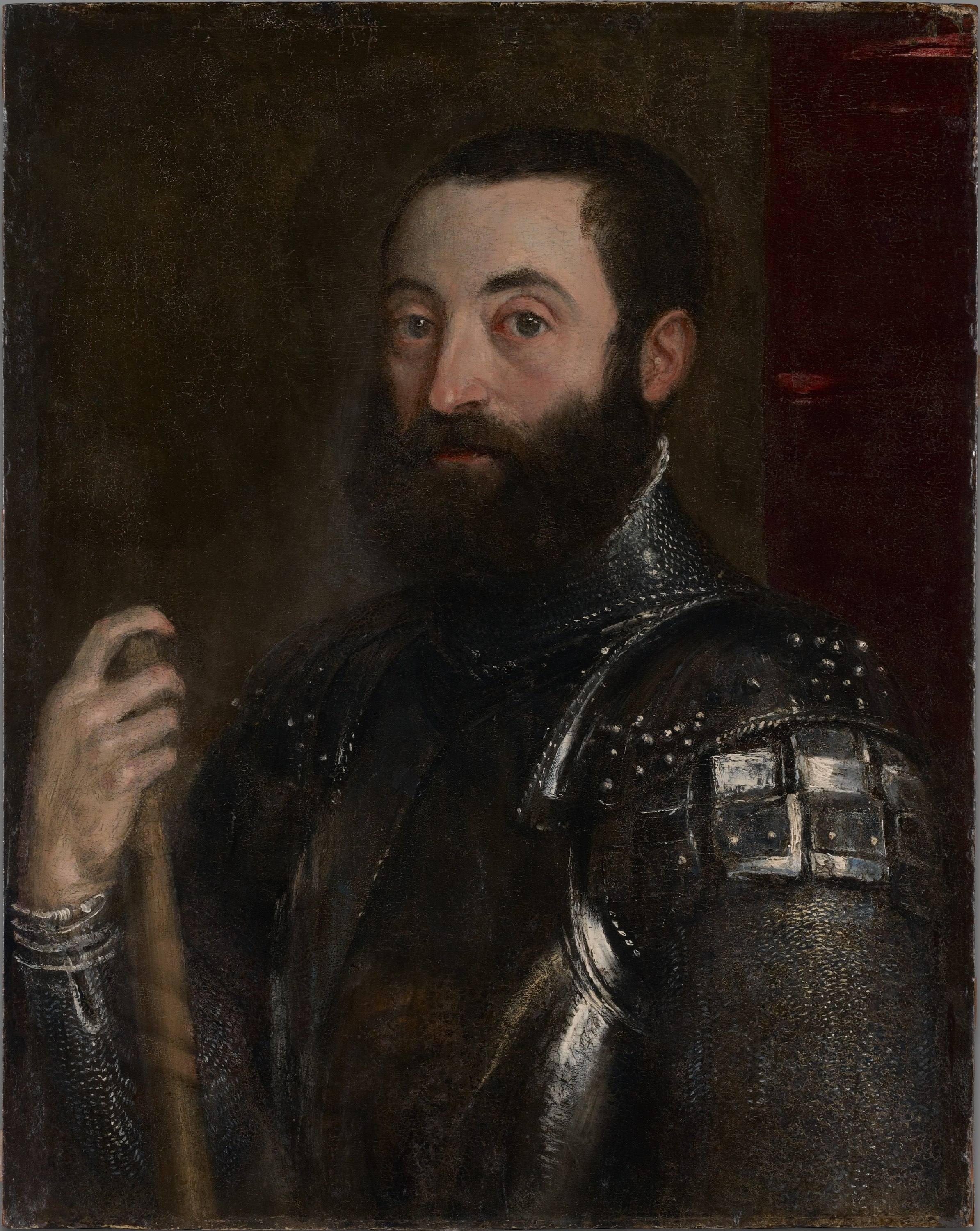
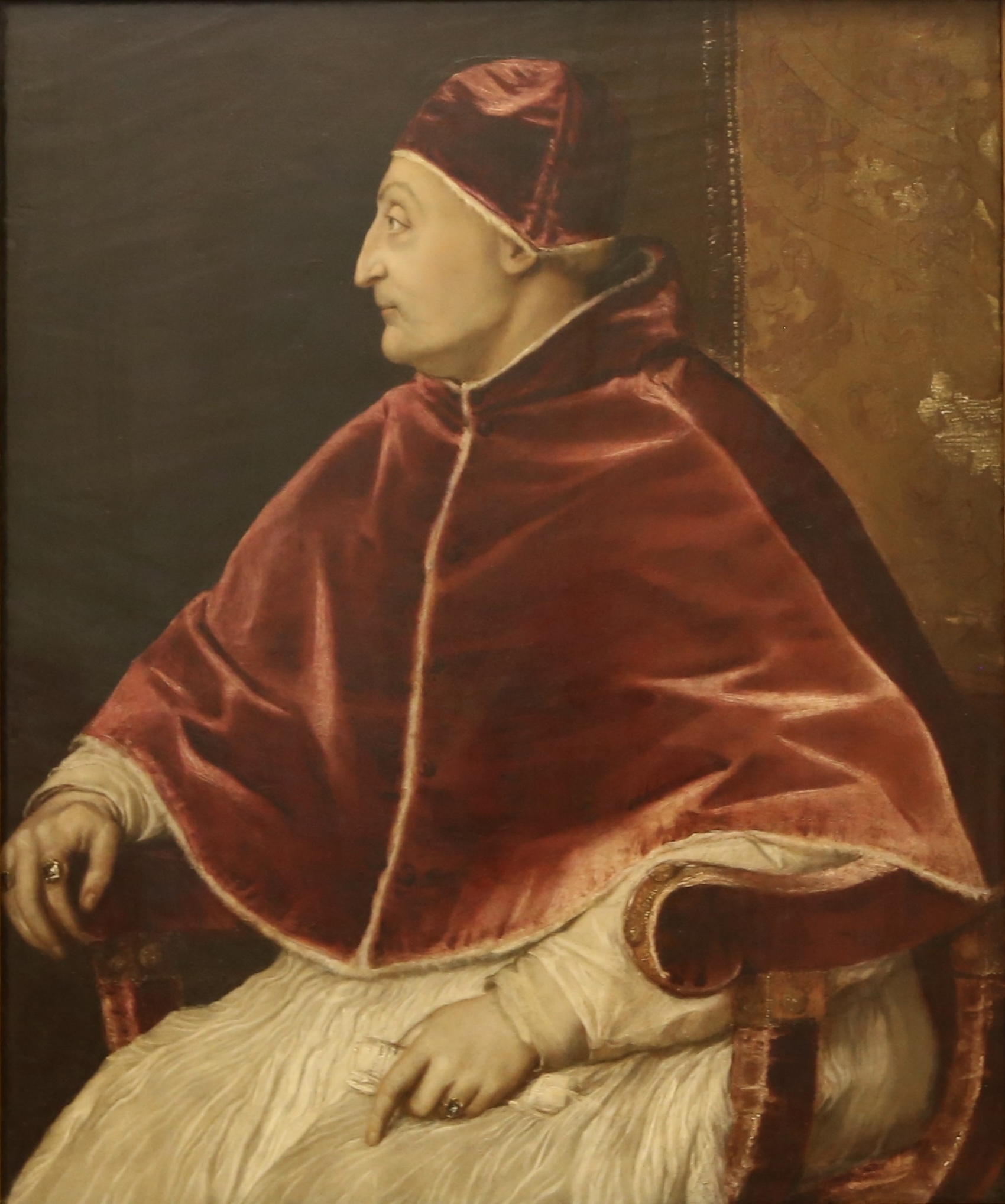
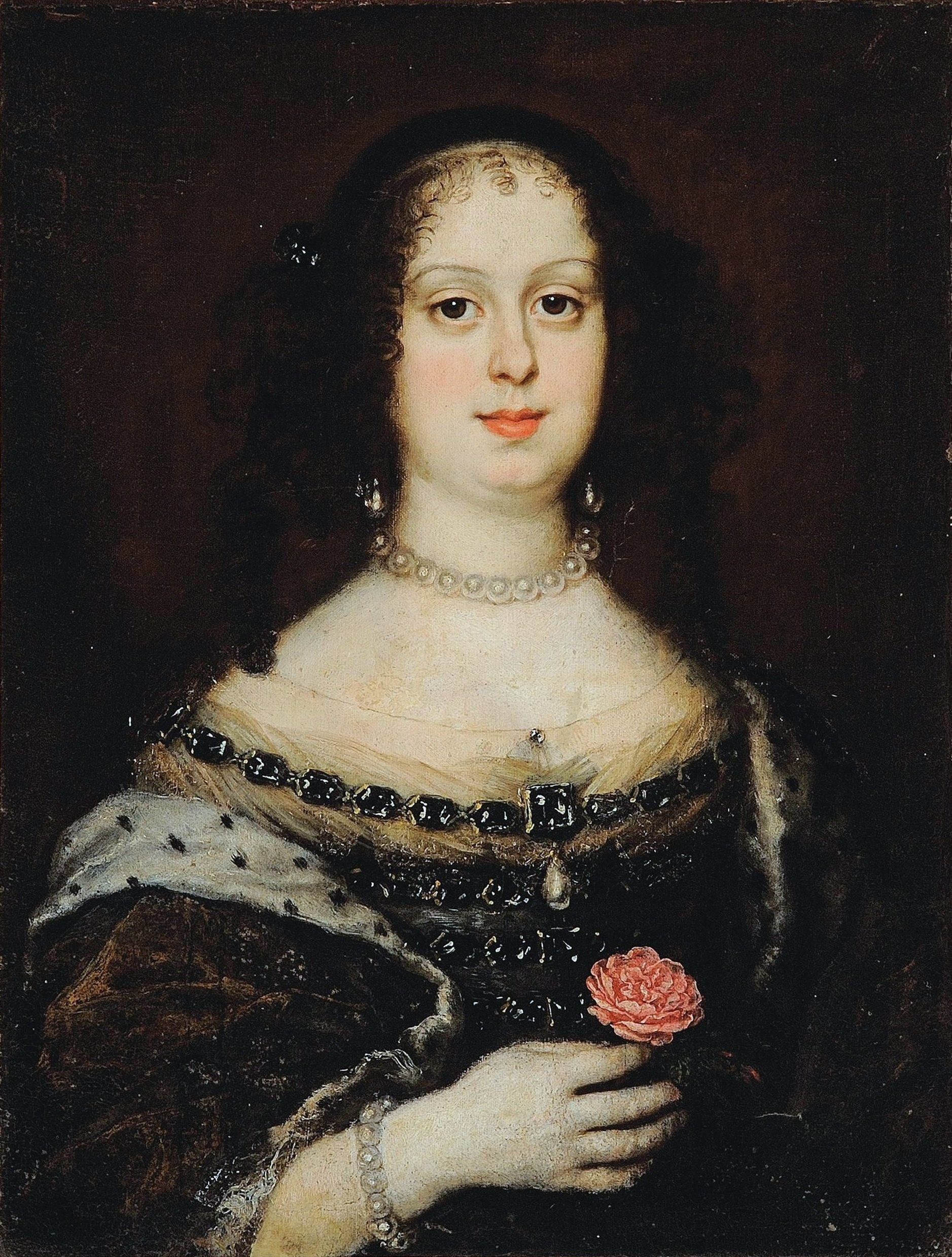
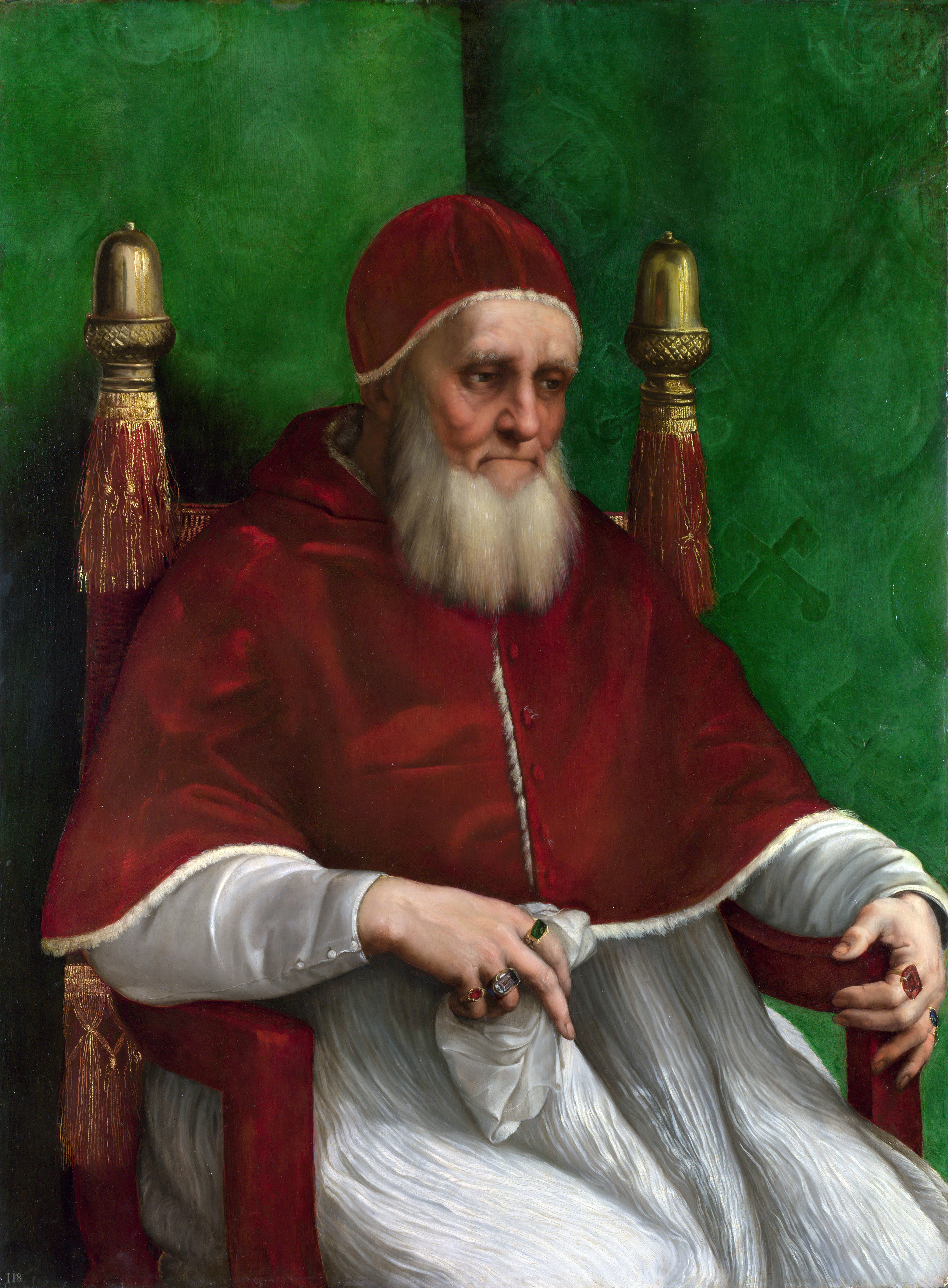